# Pinetum Ter Borgh
Het pinetum Ter Borgh is een ca. 2,2 ha. groot deel van de Boswachterij Anloo in Drenthe, dat ingericht is als naaldbomentuin. Het is een gespecialiseerd arboretum waarin ongeveer 500 uitheemse en gekweekte coniferen staan. Het pinetum is aangelegd in 1956.
Het pinetum is ontstaan op initiatief van Everhard Everts. Zijn vader Dirk Everhard Everts had de omringende bossen al geplant. Dirk Everhard bracht zijn bezit onder in een naamloze vennootschap, waarvan hijzelf en zijn vier kinderen aandeelhouder werden. Na het overlijden van Dirk Everhard bleef de grond in handen van de familie. De directie kwam in handen van zoon Everhardus. Als bosbouwer met een houtzagerij bezocht Everts in het najaar van 1953 pinetum Blijdenstein. Hij raakte enthousiast en kwam in contact met prof. dr. A.W.H. van Herk (1904-1966). Die gaf zijn medewerker Ger Bootsman, beheerder van pinetum Blijdenstein te Hilversum, toestemming om Everts te assisteren bij de aanleg van het pinetum in Anloo. Er werd een omvangrijke collectie coniferen aangeplant. Aanvankelijk was het pinetum 1,9 ha groot. Van de meeste bomen of struiken werd slechts één exemplaar geplant. In 1972 werd het grootste deel van de omringende bossen verkocht aan Staatsbosbeheer. Het pinetum wordt sinds 1972 beheerd door de 'Stichting Pinetum ter Borgh'. In 1992 werd het pinetum uitgebreid met 0,3 ha. Ook deze uitbreiding is gemaakt naar een ontwerp van de heer Bootsman. Om de uitbreiding te realiseren werd een stuk grond van Staatsbosbeheer gekocht. In 1993 werd de gedenksteen bij de ingang geplant: een gespleten zwerfkei met de namen van Everhard Everts en zijn drie zusters, 
Het pinetum is een park aan de rand van de boswachterij, waarin zich overigens ook nog een aantal exotische naaldbomen bevindt, zoals mammoetbomen (Sequoiadendron giganteum), Japanse ceders (Cryptomeria japonica) en Watercipressen (Metasequoia glyptostroboides).
Het pinetum is vrij toegankelijk voor het publiek. In het begin van de jaren negentig bezochten jaarlijks circa 8000 personen het pinetum. De bomen zijn geëtiketteerd. 
Interessant in het pinetum zijn bijvoorbeeld:
- Een Sciadopitys verticillata
- Een  collectie  van het geslacht Picea - spar: 48 verschillende soorten en cultivars.
- De grote verzameling cultivars uit de geslachten Chamaecyparis - cipres en Juniperus - jeneverbes: van de Californische cipres (Chamaecyparis lawsoniana) - deze cipres heeft het pinetum bijvoorbeeld 27 cultivars; van het geslacht Juniperus zijn 8 soorten vertegenwoordigd, waaronder 10 cultivars en 1 variëteit van Juniperus communis - gewone jeneverbes.
- De verzameling  Taxus baccata - taxus, die behalve de species 13 cultivars omvat.